# Ram Dżabal
Ram Dzabal – wieś w Syrii, w muhafazie Hims, w dystrykcie Hims. W 2004 roku liczyła 557 mieszkańców.